# わたしの好きな人は、
『わたしの好きな人は、』（わたしのすきなひとは、）は、ももたあこによる日本の漫画。コミックシーモアのオリジナルコミックレーベル『恋するソワレ』（シーモアコミックス）にて配信中。2025年2月21日からショートドラマアプリ・BUMPにて1話2分、全30話のドラマが配信スタート。2025年3月30日からテレビ宮崎にて全3回でテレビ放送された。

## 登場人物
- 小宮山 莉乃（こみやま りの）
- 咲村 京（さきむら けい）
- 瀬田 裕人（せた ひろと）

## 作品情報
- ももたあこ 『わたしの好きな人は、』 シーモアコミックス〈恋するソワレ〉

## テレビドラマ

### キャスト（テレビドラマ）
- 小宮山莉乃 - 菅井友香
- 咲村京 - 曽田陵介
- 片桐杏奈 - 田中真琴
- 三木遥香 - 大田路
- 今岡健太 - 藤木達人
- 瀬田裕人 - 中田圭祐

### スタッフ
- 原作 - ももたあこ『わたしの好きな人は、』（シーモアコミックス）
- 監督 - 富田未来
- 脚本 - 阿相クミコ
- プロデューサー - 矢野康平、黒木泰州、久松大地、三本千晶、向新和也
- 製作 - 『わたしの好きな人は、』製作委員会